# برايس كونراد
برايس كونراد (بالفرنسية: Brice Conrad)‏ هو مغني وكاتب أغاني فرنسي، ولد في 18 يوليو 1985 في بفولغريشيم في فرنسا.

## وصلات خارجية
- برايس كونراد على موقع ميوزك برينز (الإنجليزية)